# Zota
Zota (s'appelant à l'état civil Ange Patricia Kanon), est une danseuse professionnelle et chorégraphe ivoirienne née en 1992 à Abidjan.

## Biographie
Ange Patricia Kanon alias Zota, un nom donné par ses amis qui signifie, « quelque chose d’un peu sauvage, un peu fougueux », est née à Abidjan précisément dans la commune de Yopougon Sicogi.

## Distinctions
Reconnue danseuse professionnelle, « Zota » a été nommée aux AFRIMA Awards 2016, traduit de l'anglais « All Africa Music Awards » est un spectacle annuel. L'événement a été créé par le Comité international AFRIMA, en collaboration avec l'Union africaine, pour récompenser et célébrer les œuvres musicales, les talents et la créativité sur le continent africain tout en promouvant le patrimoine culturel africain dans la catégorie « Meilleurs danseurs d’Afrique ».
Le 15 octobre 2016 au Novotel Abidjan s’est tenue la soirée de distinction et de remise de Prix des Awards du Coupé-décalé. À cette soirée Zota remporta le prix de la meilleure danseuse de Côte d’Ivoire et du Coupé-décalé.

## Récompenses et nominations
| Années | Récipiendaire | Récompenses        | Résultats |
| ------ | ------------- | ------------------ | --------- |
| 2016   | Zota          | Meilleure danseuse | Nommée    |
| 2018   | Zota          | Meilleure danseuse | Nommée    |

| Année | Récipiendaire | Récompense         | Résultat |
| ----- | ------------- | ------------------ | -------- |
| 2016  | Zota          | Meilleure danseuse | Gagnante |

| Année | Récipiendaire | Récompense         | Résultat |
| ----- | ------------- | ------------------ | -------- |
| 2017  | Zota          | Meilleure danseuse | Nommée   |

| Année | Récipiendaire | Récompense         | Résultat |
| ----- | ------------- | ------------------ | -------- |
| 2018  | Zota          | Meilleure danseuse | Nommée   |